# 五条戀
五条戀（日语：五条 恋，1997年11月18日—），日本AV女優、前寫真偶像和魔術師，生於山梨縣。寫真偶像時期曾使用結城千佳（結城ちか）、高橋央、雛田真依羽等藝名。AV影評人杜哲哉稱其擁有「美麗、巨大、淡粉色的乳暈，她的作品光看這點就值得了」。

## 早年
五条戀生於山梨縣。她被藝能事務所ECP發掘為偶像組合成員，並在拍攝寫真偶像的攝影師推薦下，2014年3月透過KADOKAWA推出首本寫真集。當時的她還只是高中生，就讀的私立學校不允許泳裝寫真，但仍不猶豫選擇退學。

## 外部連結
- 官方网站
- 雛田真依羽的X（前Twitter）
- 五条戀的X（前Twitter）
- ティーパワーズ 五条恋 （页面存档备份，存于）